# Magdalena Fleitas
Magdalena Delfina Fleitas (Buenos Aires, 14 de noviembre de 1970) es una docente argentina, además de música y cantante de música para niños argentina. Fue reconocida con el Premio Konex en 2025.

## Discografía

### En casete, CD y plataformas digitales
- Canciones de un mismo cielo (1996)
- Que siga la fiesta (1997)
- Canciones junto al fogón (1998)
- Música maestro (1999)
- Grandes Éxitos (2000) (compilatorio)

### En CD y plataformas digitales
- Risas del Pájaro (2002) (compilatorio)
- Risas de la Tierra (2004)
- Risas del Viento (2006)
- Barrilete de canciones(2009)
- Risas del agua(2011)
- Crianza y Arte(2013)
- Risas del Sol(2015)
- Minimalitos(2018)
- Risas del Rock(2019)
- Ronda de Risas - El Cancionero(2021)
- Risas del Alma(2024)